# Brachymelecta
Brachymelecta (лат.) — род пчёл из трибы Melectini семейства Apidae.
Северная Америка. Пчёлы-кукушки.

## Описание
Длина тела около от 8 до 16 мм. Общая окраска серовато-чёрная и тёмно-коричневая с белыми или жёлтыми отметинами. Внутренняя ветвь каждого коготка лапок на средних и задних конечностях широкая, лопастная и, таким образом, не похожа на внешнюю ветвь (эта особенность уникальна среди североамериканских Melectini, но также проявляется у многих виды Melecta из Старого Света, а также многие другие группы клептопаразитических пчел). Аролии есть на всех лапках. Маргинальная ячейка каждого переднего крыла немного (если вообще выходит) за пределы третьей субмаргинальной поперечной жилки (или, если крыло имеет только две субмаргинальные ячейки, второй субмаргинальной поперечной жилки, которая морфологически эквивалентна третьей, поскольку это вторая субмаргинальная жилка утеряна). Жилка cu-v каждого заднего крыла заметно длиннее второй оси абсцисс жилки M + Cu (эта особенность уникальна для Ericrocidini, Melectini и Rhathymini). В обеих парах крыльев большинство замкнутых ячеек безволосые. Большинство светлых волосков (если они есть) на первом тергите Т1 заметно короче самых длинных волосков на мезосоме. Все виды Brachymelecta, кроме B. larreae, имеют чётко выраженные фасции метасомы, состоящие из коротких, прижатых, разветвленных светлых волосков, и поэтому могут внешне напоминать других клептопаразитических Apidae (подсемейство Nomadinae), в первую очередь различных Epeolini , Ericrocis из Ericrocidini и Hexepeolus из Hexepeolini). Brachymelecta можно легко отличить от вышеупомянутых таксонов по длине маргинальной ячейки переднего крыла, которая у немелектиновых Nomadinae выходит далеко за пределы третьей субмаргинальной поперечной жилки (или второй субмаргинальной поперечной жилки, если крыло имеет только две субмаргинальные ячейки). Пчёлы-кукушки, паразитирующие на других видах пчёл (например, Anthophora), собирающих пыльцу и нектар.

## Классификация
6 видов. Род был выделен в 1939 году на основании одного вида Brachymelecta mucida (Cresson, 1879) и долгое время считался монотипическим. В 2021 году вид Brachymelecta mucida был сведён в синонимы к Xeromelecta californica, а род Xeromelecta к роду Brachymelecta.
- Brachymelecta alayoi (Michener,  1988)
- Brachymelecta californica (Cresson, 1878)
  - =Brachymelecta mucida (Cresson, 1879)
  - =Melecta californica Cresson, 1878
  - =Xeromelecta californica (Cresson, 1878)
- Brachymelecta haitensis (Michener,  1948)
- Brachymelecta interrupta (Cresson, 1872)
- Brachymelecta larreae (Cockerell,  1900)
- Brachymelecta tibialis (Fabricius,  1793)